# Palais Tita
Le Palais Tita (it. Palazzo Tita) est un palais italien situé dans le quartier de SS. Trinité de la ville de Mistretta en Sicile (Italie).

## Histoire
Il a été reconstruit en 1885 avec une façade en style bugnato. Les balcons sont décorés avec des angelots (ou putti) sculptés par Noé Marullo. Le portail a la forme d'un arc plein-cintre dont la clef de voûte est décorée avec une sculpture du visage de la Méduse, tandis que l'extrados de l'arc est enrichi par des bas-reliefs représentant des monstres marins. C'est l'un des plus beaux palais de Mistretta dont le nom dérive d'une ancienne famille seigneuriale de la ville. 

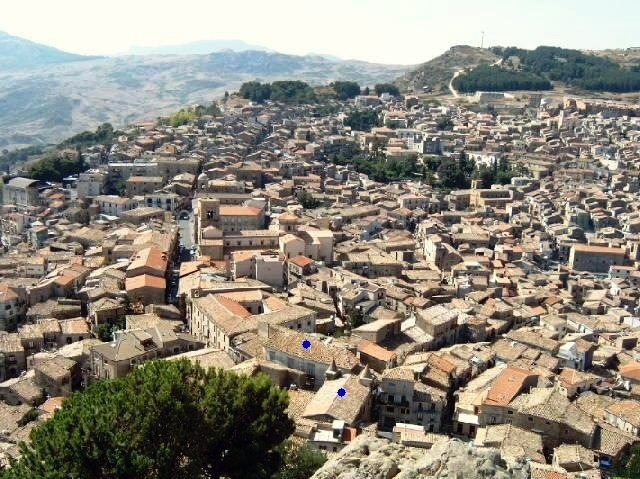
Vue de Mistretta
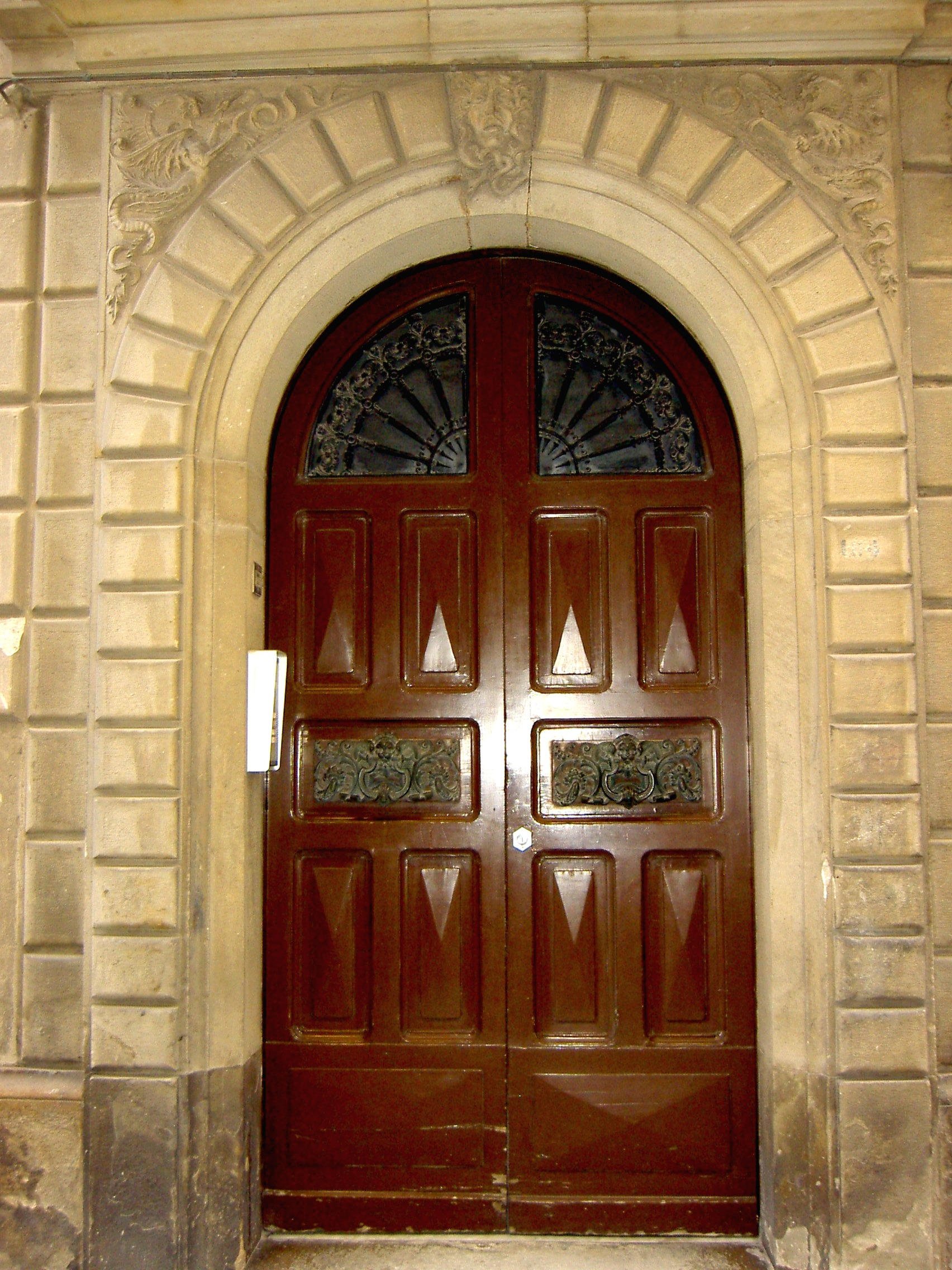
Portail
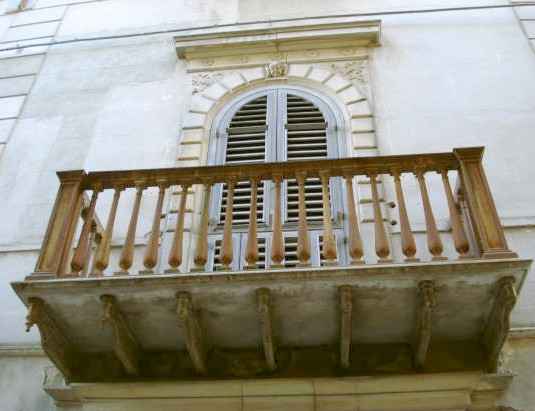
Balcon (noter l'angelot sculpté par Noé Marullo sur le haut de la porte).